# Jonas Thern
Jonas Magnus Thern (ur. 20 marca 1967 w Falköping) – szwedzki piłkarz.
Thern był jednym z najlepszych piłkarzy szwedzkich lat 90. Grając w pomocy był „mózgiem” reprezentacji Szwecji.
Thern zaczynał karierę w IFK Värnamo w 1982. Przełomem w jego karierze był transfer do czołowego klubu szwedzkiego Malmö FF w 1985 roku. Z Malmö FF zdobył tytuł mistrza Szwecji w 1986 i 1988 oraz Puchar Szwecji w 1986 i 1989 roku. W sezonie 1987/88 występował w szwajcarskim klubie FC Zürich. W 1989 roku został wyróżniony nagrodą piłkarza roku w Szwecji. Również w 1989 kariera Therna nabrała przyspieszenia za sprawą transferu do Benfiki Lizbona. Z Benfiką zdobył tytuł mistrza Portugalii w 1991. W 1992 przeniósł się z Benfiki do włoskiego SSC Napoli. A 1994 roku po udanych dla Szwecji Mistrzostw Świata w 1994 (III miejsce) przeszedł do AS Roma.
W 1997 opuścił Włochy i przeniósł się do Szkocji, gdzie grał w Rangers, i gdzie w 1999 roku zakończył przedwcześnie karierę z powodu kontuzji.
W reprezentacji Szwecji wystąpił 75 razy, strzelając 6 bramek. Uczestniczył MŚ 1990 oraz MŚ 1994, gdzie w półfinale z Brazylią za brutalny faul zobaczył czerwoną kartkę. Zdobył też brązowy medal na Euro 92.
Po zakończeniu próbował swych sił w pracy trenerskiej w IFK Värnamo i Halmstads BK. Obecnie pracuje jako komentator sportowy oraz jako nauczyciel.